# Serritslev
Serritslev is een plaats in de Deense gemeente Brønderslev, en telt 450 inwoners.